# 天の御柱

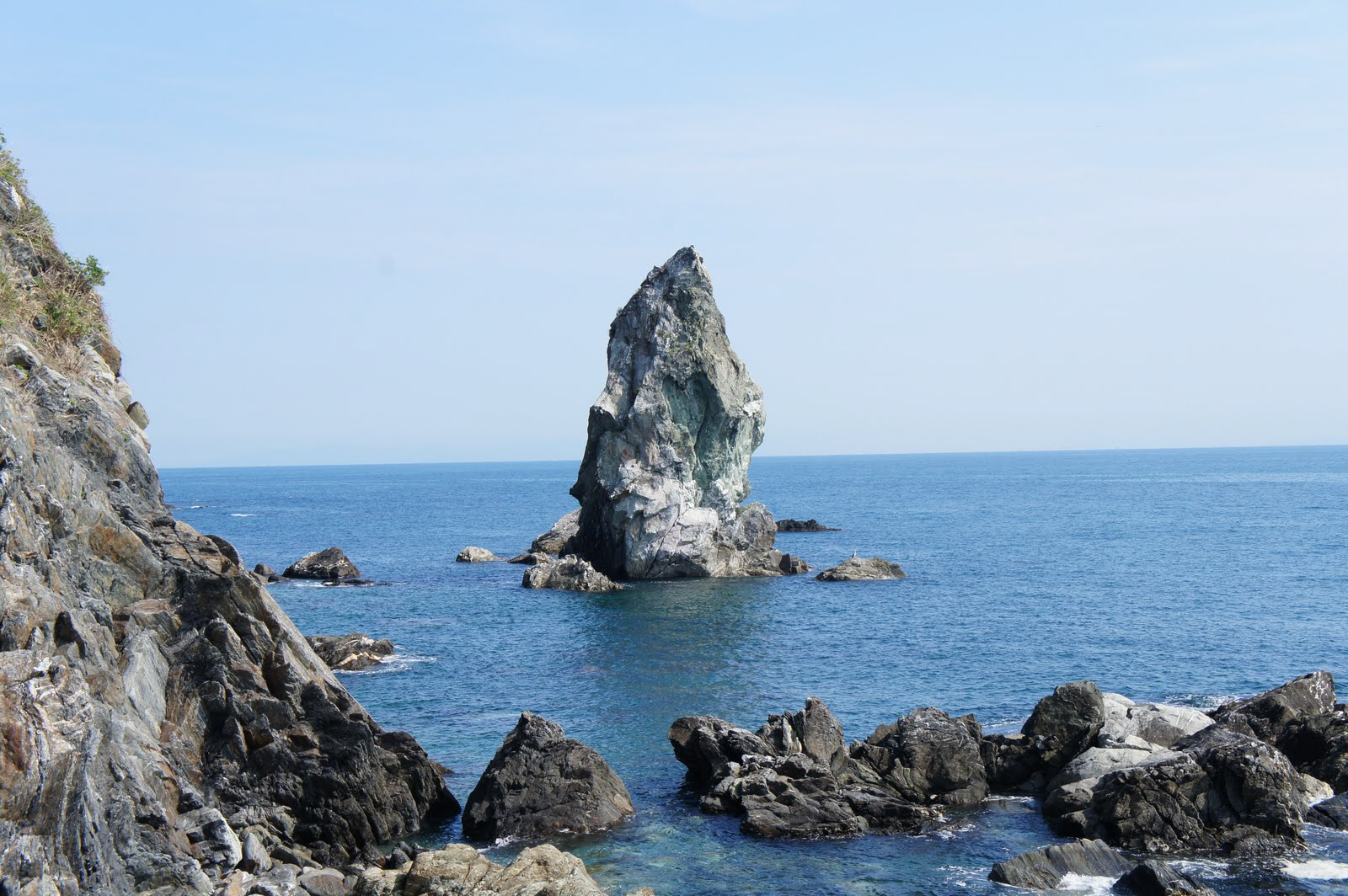
天の御柱だとされる、南あわじ市沼島の上立神岩。

天の御柱（あめのみはしら）は、日本神話における天地開闢時代にあった柱。

## 説話
イザナギとイザナミは天浮橋から天沼矛をかき回して、オノゴロ島を作った。彼らはオノゴロ島に降り立ち、八尋殿と天の御柱を建てた。イザナミは自分の身体に足りない所（女性器）があることを発見し、イザナギは余っている所（男性器）があることを発見した。イザナギはイザナミの足りない所に彼の余っているところを差し込んで国産みを行うことを提案し、イザナミは承諾した。天の御柱をイザナギは左から周り、イザナミは右から回って、鉢合わせ、お互いの魅力を褒め合ったが、イザナミの方が先に言葉を発したことは良くないとされた。イザナミはヒルコと淡島を産んだ。

## 起源
松村武雄とウィリアム・ジョージ・アストンによると、天沼矛が天の御柱となった。